# Velika nagrada Randa
Velika nagrada Randa (Rand Grand Prix‎) je bila neprvenstvena dirka Formule 1, ki je med sezonama 1961 in 1965 potekala na južnoafriškem dirkališču Kyalami v Johannesburgu. 

## Zmagovalci
| Leto | Datum        | Zmagovalec   | Moštvo  | Dirkališče | Poročilo |
| ---- | ------------ | ------------ | ------- | ---------- | -------- |
| 1965 | 4. december  | Jack Brabham | Brabham | Kyalami    | Poročilo |
| 1964 | 15. december | Graham Hill  | Brabham | Kyalami    | Poročilo |
| 1963 | 14. december | John Surtees | Ferrari | Kyalami    | Poročilo |
| 1962 | 15. december | Jim Clark    | Lotus   | Kyalami    | Poročilo |
| 1961 | 9. december  | Jim Clark    | Lotus   | Kyalami    | Poročilo |